# 烏魯語
烏魯語(Uru)，更具體地稱為「伊魯伊圖語」（IRU-ITU），是安地斯土著烏魯人唯一倖存的語言。 2004年，在玻利維亞拉巴斯省因加维縣（Ingavi Province），靠近的的喀喀湖的一個族群裡，140位烏魯人中只存有2個人會講烏魯語，其餘的族人已經改說艾馬拉語及西班牙語。烏魯語相當接近奇巴亞語（/），有時被認為是奇巴亞語的一個方言。奇巴亞語是的的喀喀湖畔非印加通行語中僅存的人在廣泛使用的土著語。
奧爾森（1964年）提到在的的喀喀湖的太陽島上有一些人會講烏魯語。目前尚不清楚這是否為烏魯語的方言，或是另一種有別於烏魯語的語言。